# Noel Pointer
Pour les articles homonymes, voir Pointer.
Noel Pointer (26 décembre 1954 - 19 décembre 1994) est un violoniste de jazz américain originaire de Brooklyn, à New York, qui a enregistré au total 7 albums. Il a été nommé en 1981 aux Grammy Awards dans la catégorie Meilleure chanson de R&B instrumental.

## Biographie
À l'âge de 13 ans, ce natif de Brooklyn a sorti son premier album, où il jouait du Vivaldi avec l'orchestre symphonique de renommée mondiale, Symphony of the New World Orchestra. Suivent rapidement d'autres apparitions aux côtés d'autres orchestres symphoniques (Chicago Chamber of Orchestra, Detroit Symphony Orchestra). Pointer a commencé à jouer du jazz au violon alors qu'il était étudiant à la New York City's High School of Music and Art. Alors qu'il faisait les bancs de la Manhattan School of Music, Pointer s'est gagné une réputation de musicien de session à New York. À 19 ans, son expérience de musicien autodidacte l'a mené notamment à travailler régulièrement avec de nombreux orchestres : The Apollo Theatre Orchestra, The Unlimited Orchestra, The Westbury Music Fair Orchestra, The Radio City Music Hall Symphony, The Love Unlimited Orchestra (l'orchestre de Barry White notamment), The Dance Theater of Harlem Orchestra, The Symphony of the New World et les fosses d'orchestres de nombreux spectacles de Broadway, dont Guys and Dolls et Dreamgirls.
Entre 1977 et 1981, Noel Pointer a enregistré six albums, dont quatre qui ont atteint le top 5 des charts jazz du magazine Billboard. Son premier album Phantazia, lui a valu d'obtenir la récompense de Meilleur Nouvel Artiste Jazz Masculin du magazine Record World, ainsi que plusieurs d'autres récompenses dans d'autres revues jazz spécialisées, dont le magazine Down Beat. Il meurt en 1994, à l'âge de 39 ans.

## Discographie
- Phantazia (1977 - Blue Note Records)
- Feel It (1979 - United Artists)
- Calling (1981 - United Artists)
- All My Reasons (1981 -  Liberty)
- Never Lose Your Heart (1993 - Shanachie)
- Hold On (1999 - United Artists)
- Direct Hit (2004 -  Capitol Records)